# 아마시아 (대륙)

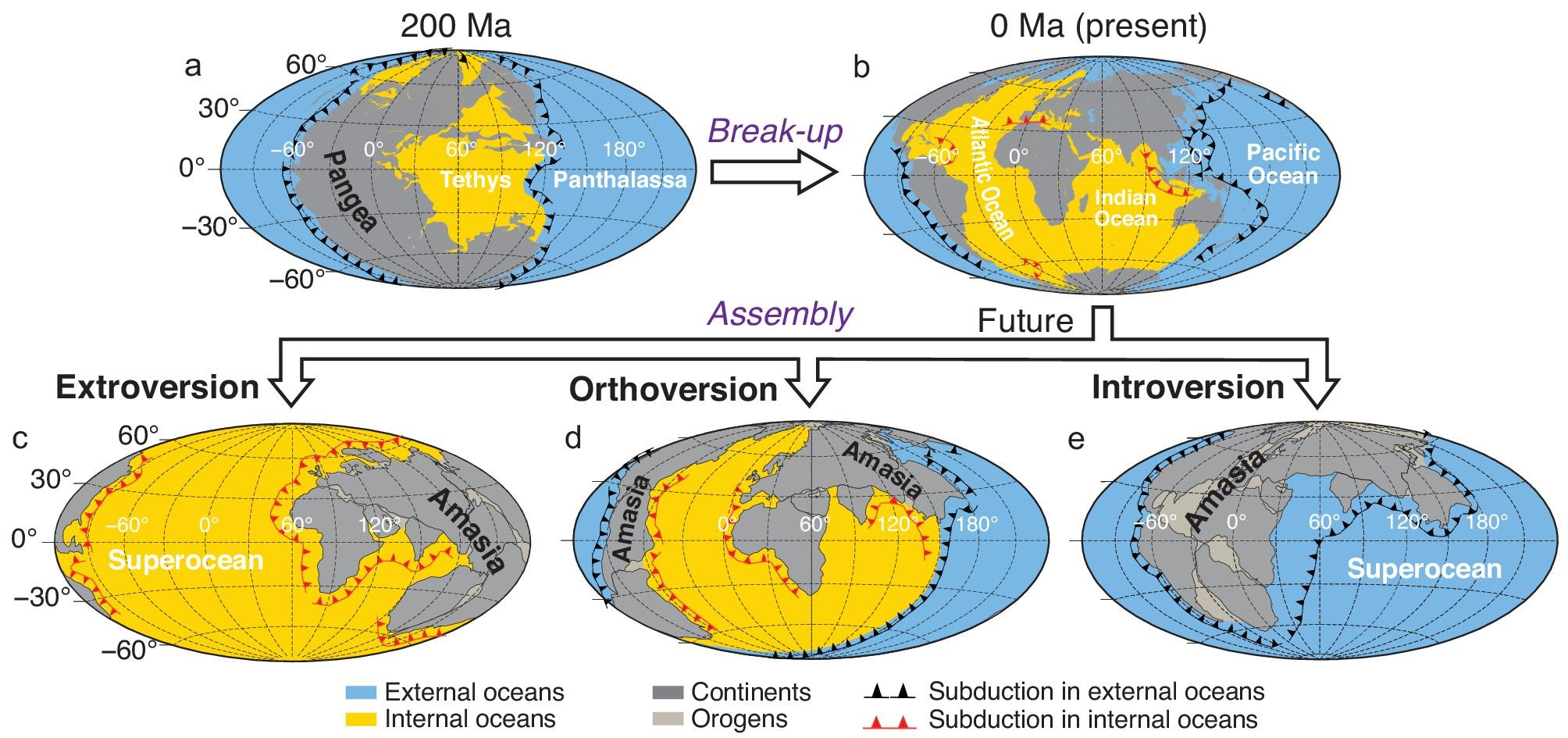
1억 년 후 미래의 초대륙 아마시아

아마시아(Amasia)는 미래에 아시아와 아메리카의 합병으로 형성될 수 있는 초대륙이다. 이 예측은 주로 태평양판이 이미 유라시아와 아메리카 아래로 섭입하고 있다는 사실에 기반을 두고 있으며, 이 과정이 계속되면 결국 태평양이 닫히게 될 것이다. 한편, 대서양의 해령 때문에 북아메리카는 서쪽으로 밀려날 것이다. 따라서 미래의 어느 시점에는 대서양이 태평양보다 더 커질 것이다. 시베리아에서는 유라시아판과 북아메리카판/남아메리카판 사이의 경계가 수백만 년 동안 정지 상태를 유지했다. 이러한 요인들이 결합되면 아메리카가 아시아와 합쳐져 초대륙을 형성하게 될 것이다. 2012년 2월 연구에 따르면 아마시아는 약 5천만 년에서 2억 년 후에 북극 위에 형성되어 북극해를 닫을 것으로 예측된다.

## 대체 시나리오
지사학자 로널드 블레이키는 앞으로 1500만 년에서 1억 년 동안의 지각 변동을 비교적 안정적이고 예측 가능하다고 설명했지만 그 기간 동안에는 어떤 초대륙도 형성되지 않을 것이라고 했다. 그 이후로는 지질 기록에 예상치 못한 지각 활동 변화가 많아서 추가적인 예측은 "매우, 매우 추측적"이라고 경고했다. 아마시아 외에 다른 두 가설적인 초대륙인 크리스토퍼 스코테스의 "판게아 울티마"와 로이 리버모어의 "노보판게아"는 2007년 10월 뉴 사이언티스트 기사에 실렸다. 또 다른 초대륙인 아우리카는 더 최근에 제안되었다.

## 같이 보기
- 초대륙
- 판게아 울티마 대륙

## 더 읽어보기
- Nield, Ted (2009). Supercontinent: Ten Billion Years in the Life of Our Planet. Harvard University Press. ISBN 978-0674032453.